# Ivujivik

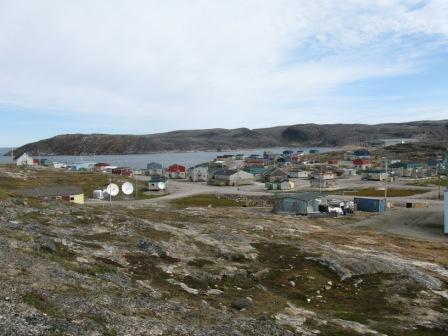
Ivujivik (2008)

Ivujivik (oder auch Notre-Dame-d'Ivugivic), an der Nordwestecke der Ungava-Halbinsel gelegen, ist die nördlichste Inuit-Siedlung der Region Nunavik, Verwaltungsregion Nord-du-Québec, etwa 2.000 Kilometer von Montréal entfernt und hat 412 Einwohner (Stand: 2021).
„Ivujivik“ ist ein Inuktitut-Wort, das „Ort, wo starke Strömungen Eis aufstauen“ bedeutet und darauf hinweist, dass hier die Strömungen von Hudson Bay und Hudsonstraße aufeinandertreffen. Auf der Ungava-Hochebene, welche die Ivujivik umgebenden Kliffs krönt, können sich wegen der rauen Witterungsverhältnisse kaum Pflanzen halten, und so findet man auf der felsigen Tundra fast nur verschiedene Flechtenarten. Die Klippen des etwa 30 Kilometer nordwestlich von Ivujivik gelegenen Kaps Wolstenholme bilden einen der größten Nistplätze der Erde für Dickschnabellummen.
Seit etwa 4.000 Jahren besiedeln Menschen den Landstrich. Der erste hier aufkreuzende Europäer war der Engländer Henry Hudson, der 1610 auf der Suche nach der Nordwestpassage an den Ivujivik vorgelagerten Digges Islands landete und Kap Wolstenholme nach einem der Geldgeber für seine Expedition benannte. Auf der Suche nach Handelsmöglichkeiten landete 1697 als erster Franzose Kapitän Pierre LeMoyne D’Iberville auf dem Kap. 1909 etablierte die Hudson’s Bay Company einen Handelsposten am Kap Wolstenholme, verlegte ihn aber 1947 an den Ort der heutigen Siedlung Ivujivik, wo 1938 eine römisch-katholische Missionsstation entstanden war. Diese Mission wurde allerdings in den 1960er Jahren aufgegeben. Die in der Region in ihren Camps lebenden Inuit hatten keine Veranlassung gesehen, sich in der unmittelbaren Nähe des Handelspostens und der Missionsstation niederzulassen. Erst nachdem die kanadische Regierung in den 1960er Jahren Verwaltungsaktivitäten zu entwickeln begonnen hatte, zogen vermehrt auch Inuit hierher. 1967 gründeten sie eine Genossenschaft und eröffneten einen eigenen „Co-op Store“.
Gemeinsam mit den Bewohnern von Puvirnituq und 49 % der Bevölkerung von Salluit weigerten sich die Inuit von Ivujivik 1975, das Abkommen der Baie James und des Quebecer Nordens zu unterzeichnen, mit dem die übrigen Inuit von Nunavik bestimmte Landansprüche und Rechte erwarben und im Gegenzug der Provinzialregierung ermöglichten, das ehrgeizige Baie-James-Wasserkraftprojekt durchzuführen. Sie bildeten stattdessen eine eigene Interessengemeinschaft („Inuit Tungavinga Nunamini“).